# ماركو جيوفانيتي
ماركو جيوفانيتي (بالإيطالية: Marco Giovannetti)‏ مواليد 04 أبريل 1962 في ميلانو، هو دراج إيطالي سابق في صنف سباق الدراجات على الطريق. سبق أن شارك في دورة الألعاب الأولمبية الصيفية وفاز بميدالية أولمبية.

## سباقات أو مراحل فاز بها
- طواف إسبانيا
- طواف سويسرا
- طواف إيطاليا

## الميداليات
| الميدالية | المسابقة                       |
| --------- | ------------------------------ |
| ذهبية     | الألعاب الأولمبية الصيفية 1984 |

## روابط خارجية
- ماركو جيوفانيتي على موقع أرشيف الدراجات (الإنجليزية)
- ماركو جيوفانيتي على موقع إحصائيات الدراجات الإحترافية (الإنجليزية)
- ماركو جيوفانيتي على موقع CycleBase (الإنجليزية)
- ماركو جيوفانيتي على موقع أوليمبيديا (الإنجليزية)
- ماركو جيوفانيتي على موقع اللجنة الأولمبية الإيطالية (الإيطالية)